# Cochinchina
Cochinchina era a região no sul do atual Vietname, na Indochina. Inicialmente de localização imprecisa, foi assim nomeada pelos navegadores portugueses, que no século XVI aportaram no reino anamita localizado ao norte do reino de Champa. De 1862-1948 foi uma colônia francesa com capital em Saigon e, posteriormente, entre 1955 e 1975, foi o Vietname do Sul até que, após a queda de Saigon, passou a integrar o Vietname.

## Etimologia
O nome "Cochinchina" foi cunhado pelos portugueses que aportaram em Champa cerca de 1516: "Cochim" (Kuchi) era o nome usado em língua malaia para designar toda a região, termo por sua vez derivado do chinês jiao zhi, pronunciado localmente giao chỉ. Os portugueses nomearam-na então "Cochim-China" para distingui-la de "Cochim" na Índia, a cidade  onde haviam estabelecido inicialmente a sua sede, devido à sua localização intermediária com a China (semelhante à denominação posterior de Indochina aplicada ao Vietnã de hoje). Outras referências do século XVI fazem menção ao termo "Chinacochim" ou ainda "Champachina".
Em 1535, o Capitão António de Faria foi o primeiro europeu (português) que, partindo de Da Nang (Tourane), onde os portugueses tinham aportado em 1516, na então chamada Cochinchina (actual Vietname), estabeleceu, ou tentou estabelecer, um local de negócios, um posto comercial na cidade costeira de Faifo, a cerca de 20 quilómetros da atual Da Nang. Esperava-se que António de Faria conseguisse criar nessa área um enclave português permanente como Macau e Goa, o que falhou, uma vez que, no entanto, o posto nunca floresceu. Ele é, também, responsável pelo equívoco do Vietname. Ele chamou ao Vietname Cauchi, nome derivado dos caracteres chineses para o Vietname: Giao Chi. Para evitar confusão com a sua colónia de Cochim, na Índia, acrescentou-lhe aqui China. Assim, o nome Cochinchina nasceu. Mais tarde, os franceses iriam usar apenas esse nome como o da parte meridional do Vietname.
A imprecisão do nome e da própria região a que se referia levou ao uso da palavra em português e espanhol para se referir a um lugar longínquo, ermo e indefinido. Durante a ocupação francesa, era chamada em francês de Cochinchine, e sua capital era Saigon. As duas outras partes do Vietnã na época eram Annam e Tonkin.

## Localização
A Cochinchina era a parte mais meridional do Vietname, a leste do Camboja, formada principalmente pelo delta do rio Mekong, o que dá ao país uma grande riqueza no cultivo de arroz. Ao norte, essa região (então país, colônia francesa) se limita como o Camboja e ao leste, com o sul do Mar da China, a oeste, com o Golfo da Tailândia. Apresenta clima de monção, ou seja, tropical úmido com uma temporada de fortes tormentas com chuvas abundantes. Por se tratar de uma área muito fértil, é também muito povoada. Ali se encontra a antiga Saigon, hoje Ho Chi Minh, que foi capital do não mais existente Vietnã do Sul.

## História
Historicamente, esse território foi disputado pelos Khmer (ou cambojanos) e os vietnamitas depois da extinção do Reino de Champa. Em vietnamita era conhecida como Nan Phan. A denominação Cochinchine, de origem portuguesa (Cochinchina), foi dada pelo Império francês quando entraram no país em 1787.
Em 111 a.C., durante o reinado de Han Wudi da Dinastia Han, o general chinês Jiaozh estabeleceu-se na região, ao passo que outros comandantes chineses, Jiuzhen e Ri'nan, dominaram o resto do Vietnã. Em 939, Ngô Quyền se proclamou rei de  Jiaozhi/Cochin, iniciando uma dinastia.
Em função de perseguições a missionários cristãos na Indochina, com o assassinato de padres espanhóis e franceses em 1858, culminando como a morte do Bispo Díaz Sanjurjo, Espanha e França realizaram uma expedição punitiva Franco-Espanhola contra os nativos, o que culminou com a ocupação franco-espanhola de Saigon e Da Nang, cidades mais tarde dominadas pela Indochina Francesa. O militar espanhol nessa expedição foi o general Carlos Palanca, que no ano seguinte retornou à Espanha. O governo queria saber informações sobre a Cochinchina. Palanca foi novamente enviado à região como embaixador plenipotenciário e comandante-em-chefe das tropas que vieram a empreender a campanha militar junto com a França em 1860. Para obter a paz, o General Palanca levou a Espanha uma comissão indígena e tais gestões foram um sucesso, cobrindo de honras e lauréis, tanto a Espanha, como a França, onde Palanca também foi durante as negociações.
As tropas da espanholas ficaram ainda por mais cinco anos na Cochinchina, por indecisões dos chefes militares, com a consequente falta de dinheiros e suprimentos diversos.
A capital colonial da Cochinchina dos franceses fixou-se em Saigon. Mais tarde, a Indochina Francesa foi formada junto com Annam, Tonkin, Camboja e Laos. Durante a Segunda Grande Guerra, com a França sob ocupação nazista, o Japão ocupou a área. Após o fim da guerra, a "Cochinchina" foi o núcleo do Vietnã do Sul, até que, como o fim da Guerra do Vietnã, se formou o país Vietnã, do qual a Cochinchina é uma parte.
Depois da segunda metade do Século XIX, os franceses colonizaram a região da indochina (ou península indochinês), que formava um reino com 5 estados: Tonkín, Annam, Cochinchina, Camboja e Laos. Esses povos, sempre lutaram muito pela sua independência, mesmo dominados anos antes.
Com o início da segunda guerra mundial na Europa, a França, não se interessava mais os territórios asiáticos, sua atenção era maior para os ataques a seu pais. Muitos outros países aproveitaram a situação, conquistando esses territórios e impondo a eles um regime. O Japão foi um desses, conquistou Laos e Camboja. Mas em 1945 os estados de Tonkín, Anam e Cochinchina se uniram para se fortalecer e assim formaram a República Democrática do Vietnã.
Curiosamente, em 1964 os "marines" norte-americanos desembarcaram na baía de Da Nang, mesmo local onde espanhóis e franceses haviam desembarcado em 1858. Os franceses haviam denominado Da Nang de Touranne, aquando da sua invasão no século XIX.
Na Espanha, país que não conseguiu grandes vantagens por seu apoio aos franceses, e também nos países de língua portuguesa hoje se chama de Cochinchina um lugar muito distante.

## Outras imagens

Bandeira do Vietname 1802-1878Bandeira do Vietname 1802-1878
Bandeira do Vietname do Sul
Bandeira da Cochinchina
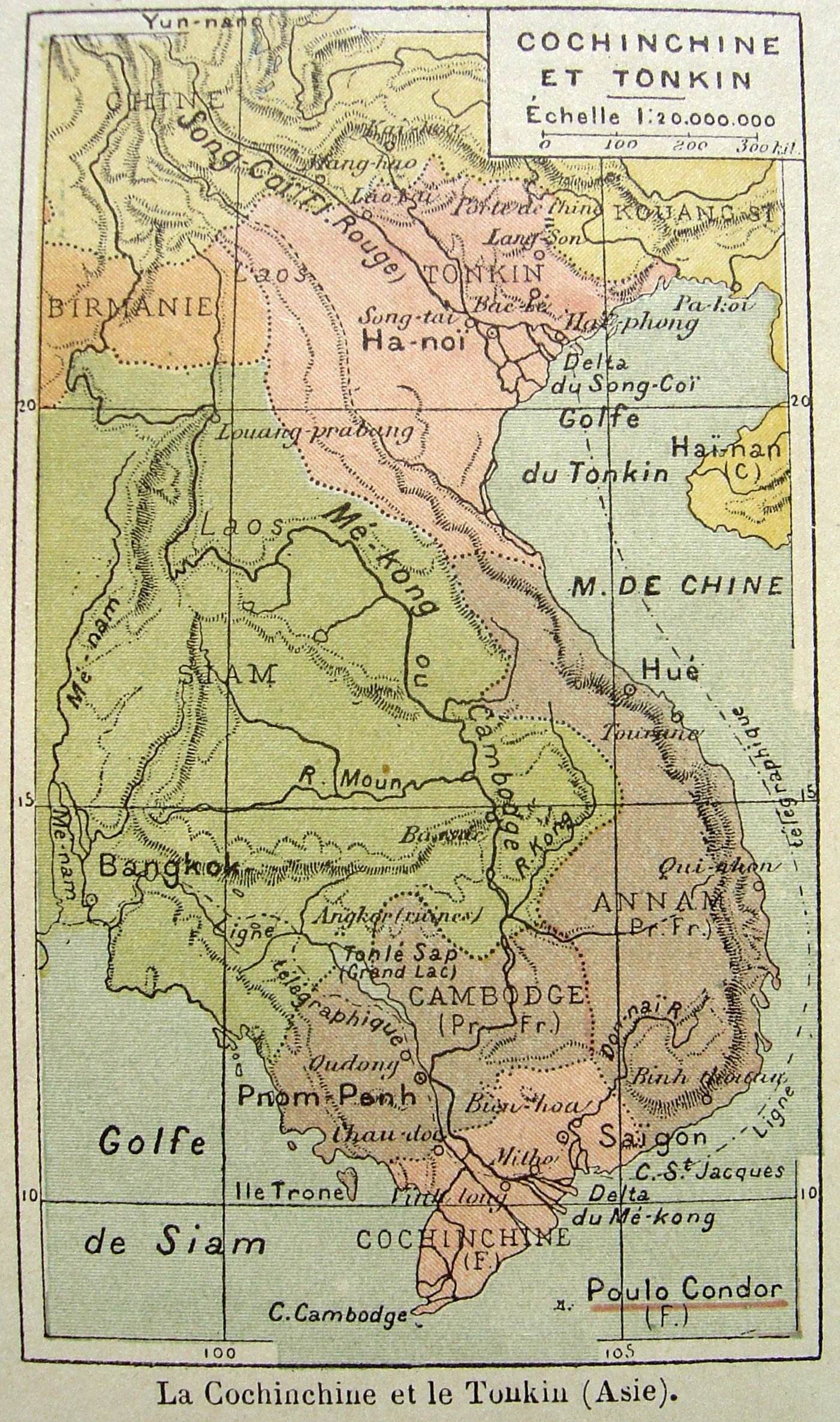
Mapa da Indochina. 1Cochinchina em rosa, no sul da península